# Maagdentoren (Bakoe)
De Maagdentoren (Qız qalası) is te vinden in de binnenstad (Bakı İçəri şəhər) van de Azerbeidzjaanse hoofdstad Bakoe.
De toren ligt enkele honderden meters van de Kaspische Zee af en dateert uit de 12e eeuw. De onderbouw bevat resten van een oudere toren, die wellicht al in 600 v.Chr. gebouwd werd. Waarschijnlijk had zij een verdedigende functie toen. De maagdentoren stond oorspronkelijk in het water, maar doordat de Kaspische Zee zich terugtrok staat de Maagdentoren vandaag de dag op droge grond in Bakoe.
Volgens de legende was er ooit eens een meisje, een maagd, verliefd op een jongen die arm was. Het meisje zelf was een machtige en rijke prinses, en daarom mocht ze niet met hem trouwen. Ze werd door haar vader opgesloten in die toren, omdat ze maar bleef aandringen. Na enkele dagen kwam ze vrij, maar omdat ze niet met de jongen van wie ze hield mocht trouwen, had het leven geen zin meer voor haar, dus wierp ze zichzelf van de toren in de golven van de zee. Sindsdien heeft de toren die naam.

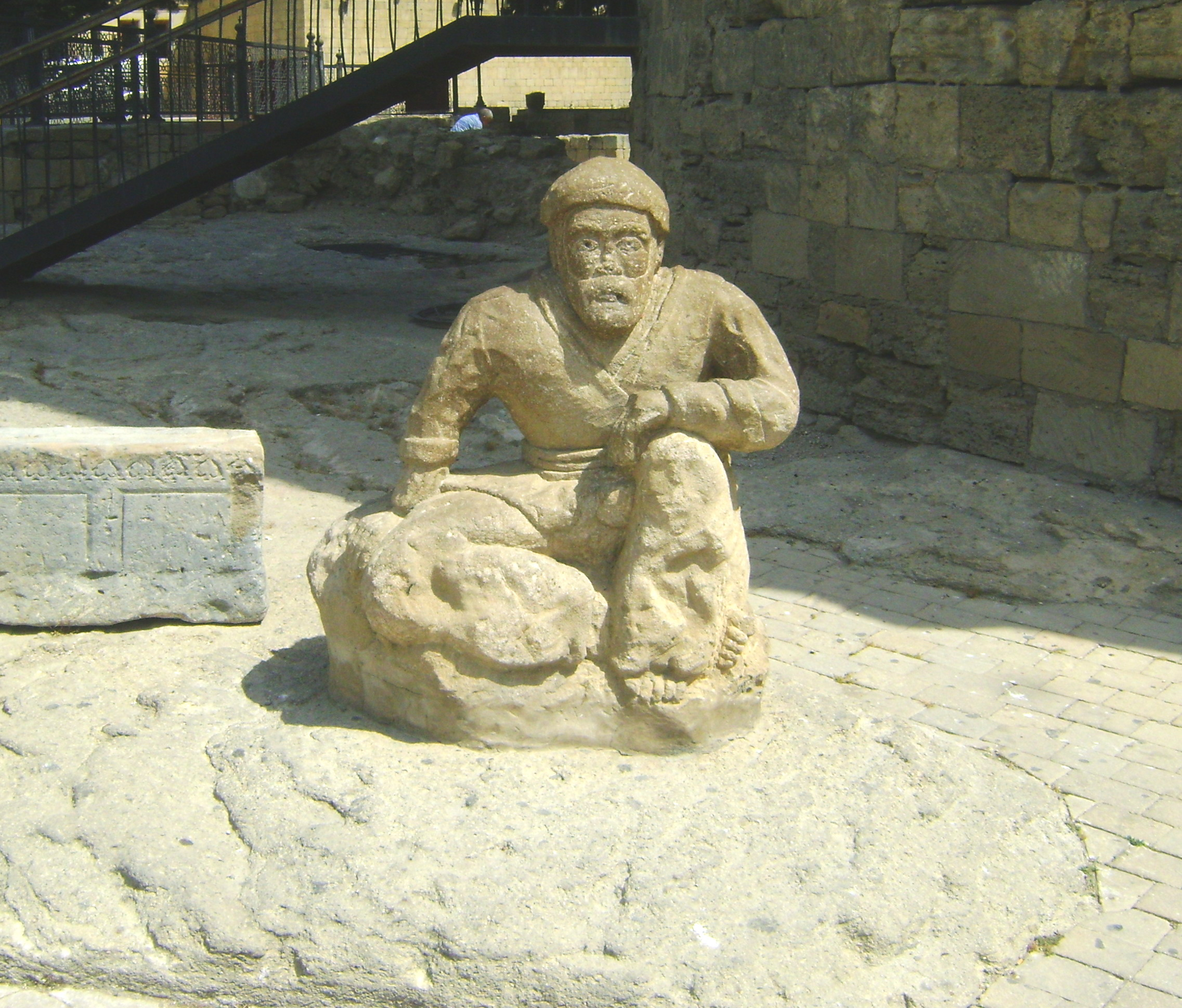
Beeld voor de toren

Door de UNESCO werd de Maagdentoren samen met de ommuurde binnenstad van, en het Shirvan Shah-paleis in Bakoe in 2000 tot werelderfgoed verklaard. Van 2003 tot 2009 stonden ze op de rode lijst van werelderfgoed, onder meer vanwege stedelijke ontwikkeling en gebrekkige monumentenzorg.
Tegenwoordig wordt de Maagdentoren gezien als een symbool voor liefde en vrijheid door de Azerbeidzjaanse bevolking.